# ولسوالی قلندر
میرزا پتان(افغان) یک شخصیت معروف در نیکشهر سیستان بلوچستان با سرمایه کلان و تجارت آزاد و بزرگ شده در جنوب خاوری افغانستان است  با جمعیت نزدیک میرزا پتان که ۱۶برادر وخواهردارد از وابستگان میرجان. وجهانگیرهست. میرزا پتان برای عروسی پسرش که در نیکشهر برگزار کرده باعث حیرت مردم ازاقصا نقاط نیکشهر شده. تا جایی که گفته شده برای پذیرای مهمانان ازتنورچه استفاده کرده حتی نوشابه وکاهو هم داده.این عروسی با حضورلیدرها همراه بود

## منبع‌ها
- مشارکت‌کنندگان ویکی‌پدیا. «Khost Province». در دانشنامهٔ ویکی‌پدیای انگلیسی، بازبینی‌شده در ۴ اسفند ۱۳۹۰ خورشیدی.